# Prima Categoria Calabria 1967-1968
Nella stagione 1967-1968 la Prima Categoria era il 5º livello del calcio italiano. Il campionato è strutturato su vari gironi all'italiana su base regionale.
In questa stagione solo in Lombardia e in Campania fu giocato il campionato di Promozione. Nelle altre regioni nella stessa stagione fu giocato il campionato di Prima Categoria.
Il campionato fu gestito dal Comitato Regionale Calabro avente sede in Largo Aranci 5 a Catanzaro (telefono 29.525).
- Presidente - Alfredo Cognetti
- Segretario - Gaetano Larussa
- Componenti - Biagio Canale, Antonio Gentile, Mario Palmieri e Giuseppe Tassitano.
- Giudice Sportivo - Gaetano Gallerano (sostituto: Francesco Russo).
- Commissario Tecnico Regionale - Gregorio Greco.

Comitati Provinciali: Catanzaro, Cosenza e Reggio Calabria.

## Girone A

### Squadre partecipanti
| Squadra                    | Città (provincia)          | Stagione precedente |
| -------------------------- | -------------------------- | ------------------- |
| A.C.L.I Paola              | Paola (CS)                 |                     |
| S.S. Acri                  | Acri (CS)                  |                     |
| A.S. Belvedere             | Belvedere Marittimo (CS)   |                     |
| Bobina Nicastro            | Nicastro (CZ)              |                     |
| Soc. La Sportiva Cariatese | Cariati Marina (CS)        |                     |
| U.S. Castrovillari         | Castrovillari (CS)         |                     |
| A.S. Corigliano            | Corigliano Calabro (CS)    |                     |
| A.C. Emilio Morrone        | Cosenza                    |                     |
| U.S. Morano                | Morano Calabro (CS)        |                     |
| Nuova Crotone              | Crotone (CZ)               |                     |
| U.S. Praia                 | Praia a Mare (CS)          |                     |
| Pol. Rossanese             | Rossano (CS)               |                     |
| Pol. San Lucido            | San Lucido (CS)            |                     |
| Pol. Sandemetrese          | San Demetrio Corone (CS)   |                     |
| S.S. La Silana             | San Giovanni in Fiore (CS) |                     |
| S.S. Trebisacce            | Trebisacce (CS)            |                     |

### Classifica finale
|  | Pos. | Squadra               | Pt  | G   | V   | N   | P   | GF  | GS  | DR  |
|  | ---- | --------------------- | --- | --- | --- | --- | --- | --- | --- | --- |
|  | 1.   | Castrovillari         | 45  | 30  | 18  | 9   | 3   | 64  | 24  | +40 |
|  | 2.   | Sandemetrese          | 42  | 30  | 18  | 6   | 6   | 65  | 34  | +31 |
|  | 3.   | San Lucido            | 38  | 30  | 15  | 8   | 7   | 59  | 35  | +24 |
|  | 3.   | Silana                | 38  | 30  | 16  | 6   | 8   | 52  | 35  | +17 |
|  | 5.   | Morrone Cosenza       | 36  | 30  | 13  | 10  | 7   | 44  | 30  | +14 |
|  | 6.   | Praia                 | 35  | 30  | 14  | 7   | 9   | 46  | 32  | +14 |
|  | 7.   | Rossanese             | 30  | 30  | 11  | 8   | 11  | 33  | 41  | -8  |
|  | 8.   | Morano                | 29  | 30  | 9   | 11  | 10  | 38  | 47  | -9  |
|  | 9.   | Acri                  | 27  | 30  | 10  | 7   | 13  | 37  | 35  | +2  |
|  | 9.   | La Sportiva Cariatese | 27  | 30  | 10  | 7   | 13  | 45  | 49  | -4  |
|  | 9.   | Bobina Nicastro       | 27  | 30  | 7   | 13  | 10  | 34  | 40  | -6  |
|  | 12.  | Corigliano (-1)       | 25  | 30  | 9   | 8   | 13  | 31  | 45  | -14 |
|  | 13.  | Nuova Crotone         | 23  | 30  | 7   | 9   | 14  | 37  | 72  | -35 |
|  | 14.  | Trebisacce (-1)       | 22  | 30  | 8   | 7   | 15  | 41  | 53  | -12 |
|  | 15.  | Belvedere             | 19  | 30  | 7   | 5   | 18  | 30  | 53  | -23 |
|  | 16.  | A.C.L.I. Paola (-1)   | 14  | 30  | 6   | 3   | 21  | 18  | 49  | -31 |
|  |      |                       | 477 | 480 | 178 | 124 | 178 | 674 | 674 | 0   |

Legenda:
      Ammesso allo spareggio promozione.
      Retrocesso in Seconda Categoria 1968-1969.
  Non disputa il campionato successivo.
Regolamento:
Due punti a vittoria, uno a pareggio, zero a sconfitta.
Pari merito in caso di pari punti.
Note:
Corigliano, ACLI Paola e Trebisacce hanno scontato 1 punto di penalizzazione in classifica per una rinuncia.

## Girone B

### Squadre partecipanti
| Squadra             | Città (provincia)       | Stagione precedente |
| ------------------- | ----------------------- | ------------------- |
| A.C. Bagnarese      | Bagnara Calabra (RC)    |                     |
| A.S. Bovalinese     | Bovalino (RC)           |                     |
| A.S. Catona         | Reggio Calabria         |                     |
| Pol. Cittanovese    | Cittanova (RC)          |                     |
| A.C. Gioiese        | Gioia Tauro (RC)        |                     |
| U.S. Gioiosa Jonica | Gioiosa Jonica (RC)     |                     |
| Juve Palmi          | Palmi (RC)              |                     |
| A.C. Juventus Locri | Locri (RC)              |                     |
| U.S. Maropati       | Maropati (RC)           |                     |
| U.S. Pro Pellaro    | Reggio Calabria         |                     |
| S.S. Roccella       | Roccella Jonica (RC)    |                     |
| A.C. Rosarno        | Rosarno (RC)            |                     |
| S.C. Sambiase       | Sambiase (CZ)           |                     |
| U.S. Santa Caterina | Reggio Calabria         |                     |
| U.S. Soverato       | Soverato (CZ)           |                     |
| U.S. Villese        | Villa San Giovanni (RC) |                     |

### Classifica finale
|  | Pos. | Squadra          | Pt  | G   | V   | N   | P   | GF  | GS  | DR   |
|  | ---- | ---------------- | --- | --- | --- | --- | --- | --- | --- | ---- |
|  | 1.   | Bagnarese        | 47  | 30  | 19  | 9   | 2   | 54  | 16  | +38  |
|  | 2.   | Santa Caterina   | 47  | 30  | 21  | 5   | 4   | 59  | 22  | +37  |
|  | 3.   | Pro Pellaro      | 42  | 30  | 17  | 8   | 5   | 56  | 26  | +30  |
|  | 4.   | Gioiese          | 41  | 30  | 17  | 7   | 6   | 68  | 33  | +35  |
|  | 5.   | Villese          | 40  | 30  | 17  | 6   | 7   | 59  | 27  | +32  |
|  | 6.   | Juve Palmi       | 34  | 30  | 13  | 8   | 9   | 52  | 41  | +11  |
|  | 7.   | Juventus Locri   | 33  | 30  | 10  | 13  | 7   | 43  | 30  | +13  |
|  | 8.   | Catona           | 28  | 30  | 9   | 10  | 11  | 39  | 33  | +6   |
|  | 9.   | Bovalinese       | 26  | 30  | 8   | 10  | 12  | 34  | 36  | -2   |
|  | 9.   | Roccella         | 26  | 30  | 9   | 8   | 13  | 27  | 41  | -14  |
|  | 11.  | Rosarno          | 24  | 30  | 8   | 8   | 14  | 42  | 51  | -9   |
|  | 12.  | Soverato         | 23  | 30  | 8   | 7   | 15  | 36  | 43  | -7   |
|  | 12.  | Gioiosa Jonica   | 23  | 30  | 7   | 9   | 14  | 38  | 45  | -7   |
|  | 14.  | Sambiase         | 22  | 30  | 8   | 6   | 16  | 27  | 54  | -27  |
|  | 15.  | Maropati         | 17  | 30  | 5   | 7   | 18  | 34  | 56  | -22  |
|  | 16.  | Cittanovese (-6) | 1   | 30  | 1   | 5   | 24  | 15  | 129 | -114 |
|  |      |                  | 474 | 480 | 177 | 126 | 177 | 683 | 683 | 0    |

Legenda:
      Ammesso allo spareggio promozione.
  Retrocesso e in seguito riammesso.
      Retrocesso in Seconda Categoria 1968-1969.
Regolamento:
Due punti a vittoria, uno a pareggio, zero a sconfitta.
Pari merito in caso di pari punti.
Note:
Cittanovese penalizzato di 6 punti in classifica.

### Spareggi per l'ammissione alla Serie D
|           | Risultato   |               | Luogo e data            |
| --------- | ----------- | ------------- | ----------------------- |
| Bagnarese | 1 - 1 (dts) | Castrovillari | Siderno, 23 maggio 1968 |
|           |             |               |                         |

- Il Castrovillari è successivamente ammesso in Serie D 1968-1969